# Modrzewnik chiński
Modrzewnik chiński (Pseudolarix amabilis (J.Nelson) Rehder) – gatunek drzew należących do rodziny sosnowatych. Należy do monotypowego rodzaju Pseudolarix. Rodzimym obszarem występowania jest ograniczony obszar w południowo-wschodnich Chinach (prowincje Fujian, Hunan, Jiangxi, Zhejiang). W naturze jest rzadki i jest gatunkiem zagrożonym. Rośnie w lasach. Eksploatowany jest jako źródło drewna. Jest też uprawiany jako drzewo ozdobne.

## Morfologia
PokrójDrzewo osiągające w naturze do 40 m wysokości, posiadające szerokostożkową koronę utworzoną z poziomo rosnących konarów. Uprawiany w Europie osiąga znacznie mniejsze rozmiary – do ok. 20 m.
PieńSzaro-brązowy, kora szorstka i łuszcząca się. Podobnie jak modrzew posiada długopędy i krótkopędy w kolorze żółtawo-brązowym, ale są one bardziej spiczaste.
LiścieSzpilki osiągające długość 3–5 cm, płaskie i miękkie, koloru ciemnozielonego. Osiągają grubość do 3 mm i są najszersze przy wierzchołku. Na długopędach osadzone są pojedynczo i skrętolegle, zaś na krótkopędach zebrane w luźne pęczki po 15–30 sztuk. Na jesieni przebarwiają się na kolor złocistożółty.
SzyszkiRośliny są jednopienne o rozdzielnopłciowych kwiatach. Szyszki męskie zebrane są w skupienia na końcach krótkopędów. Szyszki żeńskie tworzą się w górnej części korony, osiągają długość od 5 do 7 cm i średnicę 3 cm, osadzone są pionowo ku górze. Mają grube, trójkątne łuski, rozpadają się na drzewach po dojrzeniu nasion. Nasiona są oskrzydlone.

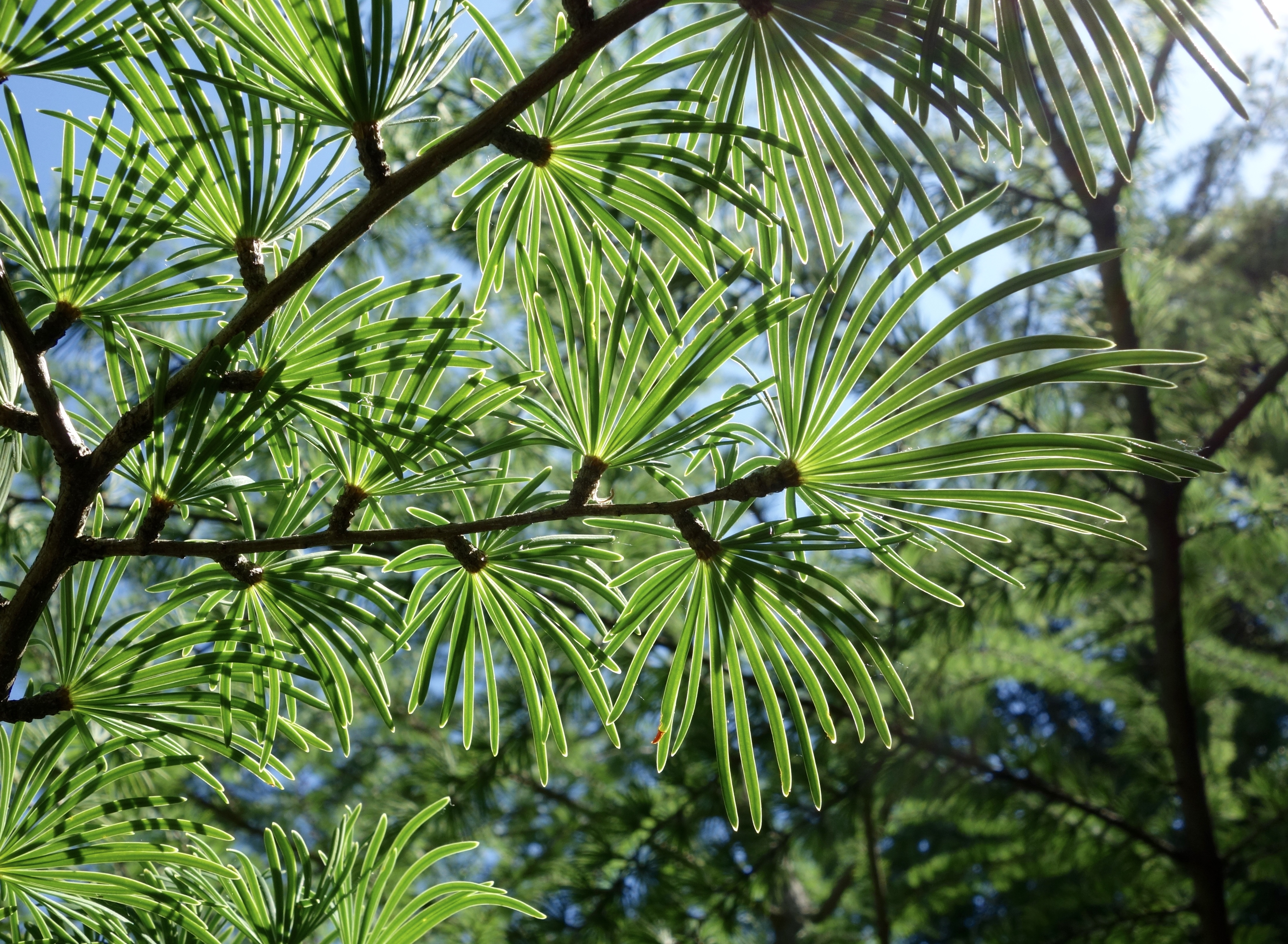
Liście na krótkopędach
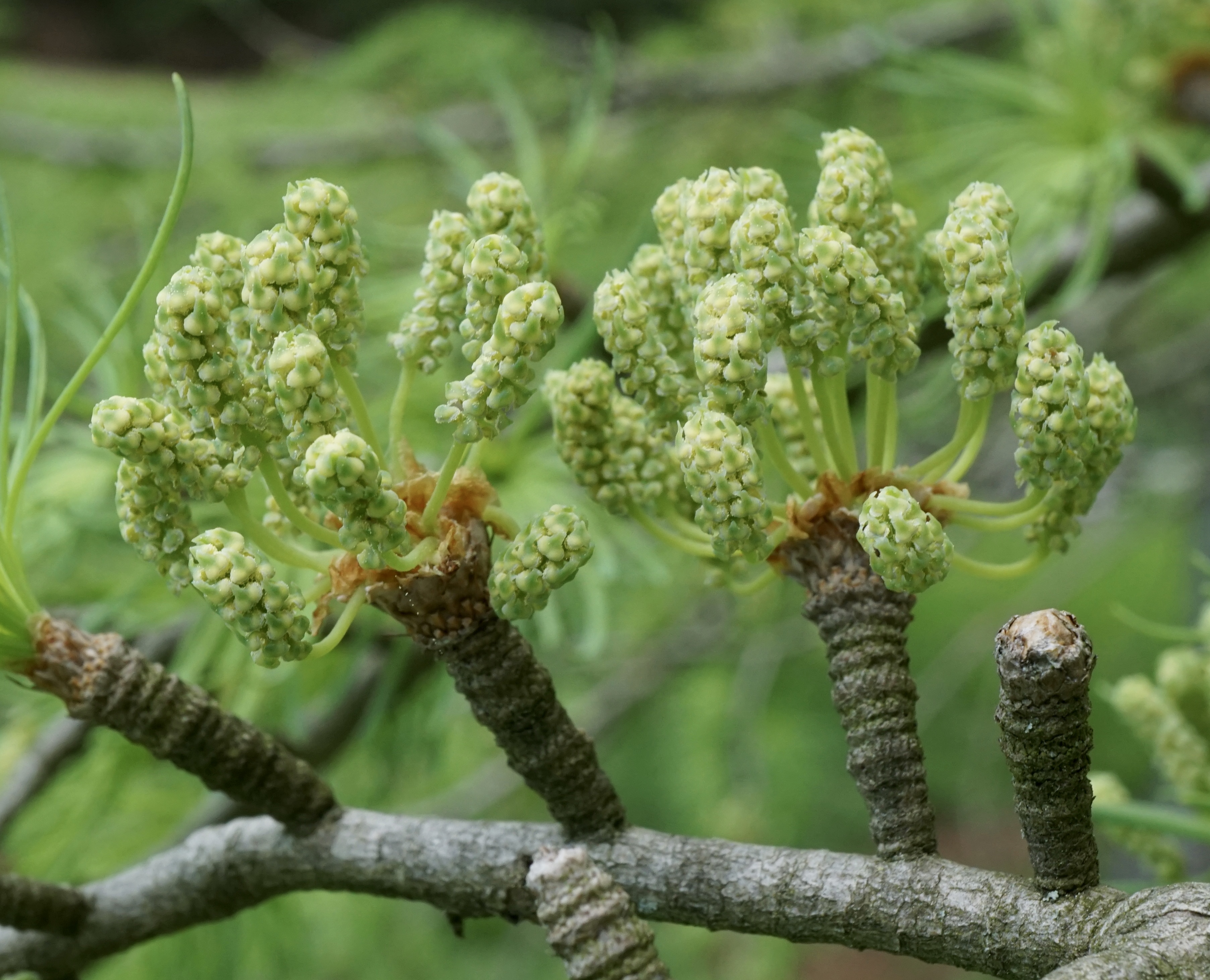
Szyszki męskie
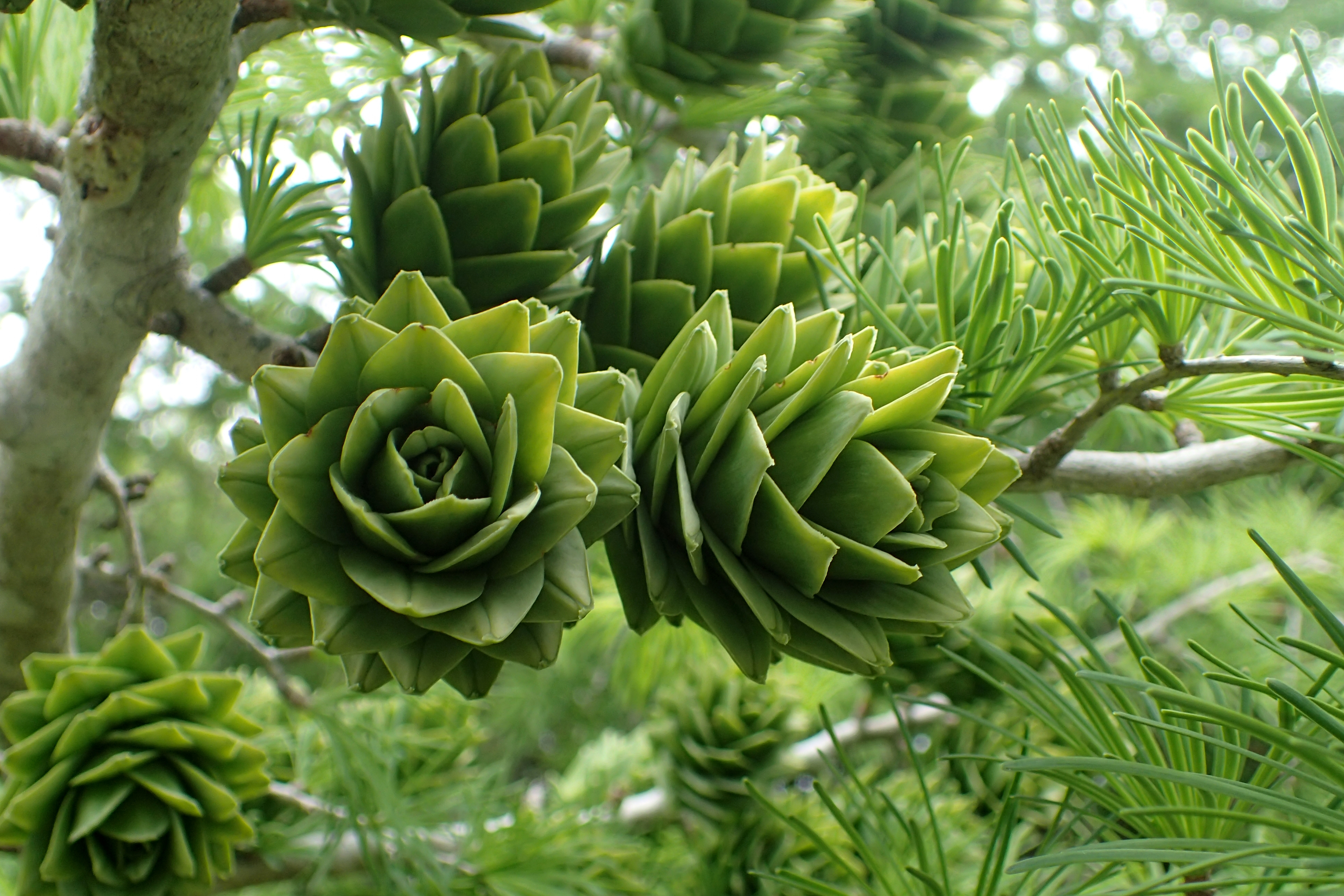
Szyszki żeńskie

## Zastosowanie
Gatunek bywa uprawiany w parkach i ogrodach jako drzewo ozdobne. W Polsce spotykany jest jednak rzadko, ze względu na małą odporność na mrozy, bardziej popularny jest w Europie zachodniej i południowej, szybciej rośnie w klimacie ciepłym i wilgotnym.